# "Ya! Ya!"
| Recensione | Giudizio |
| ---------- | -------- |
| AllMusic   |          |

 "Ya! Ya!"  è un album del sassofonista jazz statunitense Budd Johnson, pubblicato dall'etichetta francese Black and Blue Records nel 1970.

## Tracce

### LP
Lato A
1. Ya! Ya! – 10:06 (musica: Budd Johnson)
2. I'll Be Seeing You – 7:45 (testo: Irving Kahal – musica: Sammy Fain)

Lato B
1. In a Mellotone – 4:40 (testo: Milt Gabler – musica: Duke Ellington)
2. The Best Things in Life Are Free – 7:36 (testo: Buddy DeSylva, Lew Brown – musica: Ray Henderson)
3. Body and Soul – 5:14 (testo: Robert Sour, Edward Heyman, Frank Eyton – musica: Johnny Green)

## Musicisti
- Budd Johnson – sassofono tenore, sassofono soprano
- Charlie Shavers – tromba
- Andre Persiany – piano
- Roland Lobligeois – contrabbasso
- Oliver Jackson – batteria

Note aggiuntive
- J.M. Monestier – produttore
- Registrazioni effettuate il 7 e 8 febbraio 1970 allo Studio Monestier di Bordeaux
- J.P. Tahmazian – foto copertina album originale
- Pierre Moglia – note retrocopertina album originale[1]